# Криптофашизм
Криптофашизм — тайная поддержка фашизма или течений, тесно связанных с этой идеологией. Термин подразумевает, что человек или группа скрывают эту поддержку или восхищение, чтобы избежать политического преследования или политического самоубийства.

## История термина
Термин «криптофашист» был впервые упомянут в газете «Нью-Йорк Таймс» в ноябре 1943 года, то есть после того, как США вступили в войну вместе с антигитлеровской коалицией. Католический епископ Флориды, Джозеф Патрик Херли (1894—1967), назвал увольнение Фрэнсиса Е. Макмахона из университета Нотр-Дам уступкой давлению криптофашистов. Херли был одним из первых противников терпимого отношения к нацистской Германии; Макмахон публично выступал против Франко, Чарльза Линдберга, Джозефа П. Кеннеди и других изоляционистов.
В Германии социолог Теодор Адорно был одним из первых, кто использовал термин, например, в книге 1963 года «Der getreue Korrepetitor». Адорно использовал термин «криптофашизм» еще в 1937 году в письме, написанном Вальтеру Беньямину. В этом документе термин не связан с тайной поддержкой фашизма, а используется для обозначения человека, который недостаточно осознанно проявляет подобные регрессивные тенденции.
В США термин получил широкое распространение на теледебатах канала ABC во время хаоса Национального съезда Демократической партии 1968 года, после того как Уильяма Ф. Бакли-младшего трижды упоминает фашизм и один раз тоталитаризм таким образом, что становится ясно, что он выступает против фашизма и тоталитаризма, и после того как он упомянул нацизм в той же оппозиционной манере несколько раз, Гор Видал назвал Уильяма Ф. Бакли-младшего как «своего рода профессионалом или крипто-нацистом», и написал в эссе, опубликованном в Esquire в 1969 году: «Я не собирался использовать фразу „крипто-нацист“. Я хотел сказать „фашистски настроенный“». В 2015 году NPR неверно сообщила, что во время дебатов Видал назвал Бакли-младшего «криптофашистом». Возможно, поэтому Гор Видал иногда упоминается как автор термина «криптофашизм».

## Использование
Оксфордский словарь английского языка цитирует несколько ранних употреблений этого термина, в том числе «The Guardian», где этот термин использовался более одного раза в 1920-х годах.
Термин был использован немецким лауреатом Нобелевской премии Генрихом Бёллем в эссе 1972 года (озаглавленном «Will Ulrike Gnade oder freies Geleit?»), в котором резко критиковалось освещение бульварной газетой Bild банды Баадер-Майнхоф, леворадикальной террористической организации. В эссе Бёлль освещение Bild, «больше не криптофашистское, не фашистоидное, а голый фашизм. Агитация, ложь, грязь».
В 2011 году, Рой Муди, пишущий для The Guardian, предположил, что авторы «мейнстримного голливудского кино» и Фрэнк Миллер являются «криптофашистами», потому что они пропагандируют идею, что «война против безжалостного врага — это хорошо, военная служба — это хорошо, убийство делает тебя мужчиной, капитализм должен победить». Он добавляет, что поскольку американские фильмы подают идеи в мягкой форме, они являются «криптофашистскими», а не просто фашистскими. По мнению, Муди, Миллер находится «где-то между „пропагандистом“ и „криптофашистом“», потому что он не так скрытен в своём фашизме, как остальные представители мейнстримного голливудского кино. Ранее в статье он пишет, что Миллер недавно опубликовал «диатрибу против движения „Захвати Уолл-стрит“ („Стая бездельников, воров и насильников […] Проснитесь, прудовые отбросы, Америка находится в состоянии войны против безжалостного врага“)». Он добавляет: «Каким бы ни был сейчас мейнстрим голливудского кино, Фрэнк Миллер — его часть. И Фрэнк Миллер оказал услугу движению „Захвати Уолл-стрит“, напомнив нам, что наша якобы демократическая политическая система, которая увеличивает неравенство и снижает классовую мобильность в основном заинтересована в том, чтобы лишенные гражданских прав оставались на своих местах, нуждается в бездумном, пропагандистском (или „криптофашистском“) средстве повествования, чтобы отвлечь своих граждан».